# Montehermoso
Montehermoso este un municipiu în provincia Cáceres, Extremadura, Spania cu o populație de 5.668 locuitori.

## Legături externe

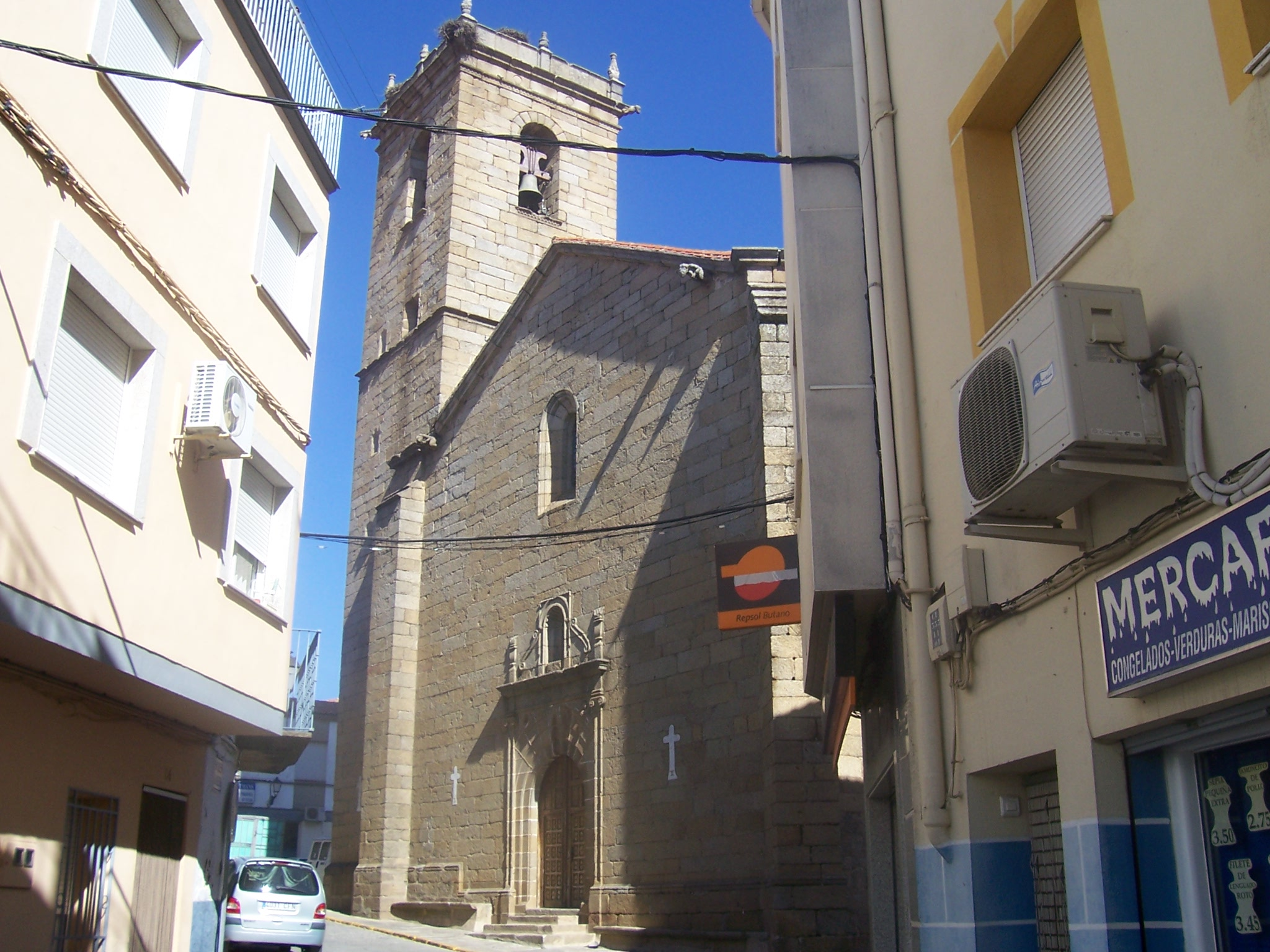
Biserică